# Fickle Friends
Fickle Friends (с англ. — «Непостоянные друзья») — английская инди-рок-группа из Брайтона. Группа образовалась в 2013 году и состоит из Наташи Шайнер (вокал, клавишные), Гарри Херрингтона (бас-гитара, бэк-вокал), Сэма Морриса (ударные) и Джека Уилсона (клавишные). Наташа познакомилась с Сэмом в Ливерпульском институте исполнительских искусств, а Криса, Гарри и Джека встретила в следующем году в BIMM University.
После двух лет гастролей по Великобритании и Европе без лейбла или издателя и 53 выступлений на фестивалях Fickle Friends подписали контракт с Polydor Records. Группа записала свой дебютный альбом в Лос-Анджелесе с Майком Кросси, и он был выпущен 16 марта 2018 года во время промо-тура по Великобритании. Дебютный альбом You Are Someone Else вошел в UK Albums Chart под номером 9.

## Дискография
Смотри статью «Дискография Fickle Friends» в англ. разделе.
Альбомы
- You Are Someone Else (2018)
- Are We Gonna Be Alright? (2022)

EP
- Velvet (2015)
- Glue (2017)
- You Are Someone Else: Versions (2018)
- Broken Sleep (2018)
- Weird Years: Season 1 (2021)
- Weird Years: Season 2 (2021)